# ميخائيل بير (شاعر)
ميخائيل بير (بالألمانية: Michael Beer)‏ هو شاعر ألماني، ولد في 19 أغسطس 1800 في برلين في ألمانيا، وتوفي في 22 مارس 1833 في ميونخ في ألمانيا بسبب حمى نمشية.

## وصلات خارجية
- مايكل بير على موقع ميوزك برينز (الإنجليزية)
- مايكل بير على موقع ديسكوغز (الإنجليزية)